# Garth Manton
Garth Owen Vaughan Manton, född 16 december 1929 i Darling Point i Sydney, New South Wales, död 1 februari 2024, var en australisk roddare.
Manton blev olympisk bronsmedaljör i åtta med styrman vid sommarspelen 1956 i Melbourne.